# Беруль
Беру́ль (фр. Béroul) — нормандский поэт XII века.
Берулю принадлежит так называемая «простая» (vulgar) версия рыцарского романа «Тристан и Изольда», в противоположность «куртуазной» версии Томаса Британского. Современные исследователи вносят коррективы в эту традицию, идущую еще от Гастона Париса и Жозефа Бедье, называя версию Беруля «эпической», а другую — «лирической». Возникла она почти в одно время с книгой Томаса (или несколько позже), но типологически отразила более раннюю стадию фиксации легенды. Сохранилась фрагментарно.
К версии Беруля восходит роман немецкого поэта Эйльхарта фон Оберга (нем.).
Внешность героини мало соответствует куртуазным представлениям: Изольда не блондинка с голубыми глазами (такой канон женской красоты к тому времени уже сложился), а скорее шатенка с рыжим отливом, и глаза у неё зеленые (то есть типичная ирландка).